# Skatteflykt
Skatteflykt syftar i Sverige på åtgärder som vidtas enbart i syfte att undvika skatt, där skattskyldig genomför en eller flera transaktioner i främsta syfte att undvika att betala skatt. 
Begreppet kan också användas för att beskriva migration från ett land till ett annat för att kunna betala mindre i skatt. Tidigare medförde mycket hög arvsskatt i Sverige att förmögna flyttade utomlands.[källa behövs]
Skatteflykt kan ses som en form av skatteplanering, men är svårt att definiera då gräns mellan legitim och illegitim skatteflykt är flytande.

## Exempel
Enligt EU Tax Observatory gör världens dollarmiljardärer skatteinbetalningar som motsvarar mellan 0 och 0,6% av sina förmögenheter.
Tax Justice Network uppskattade 2023 att världens länder kommer förlora 4,8 biljoner dollar i skatteintäkter fram till 2033, på grund av skatteparadis.